# Алпатов, Александр Афанасьевич
Алекса́ндр Афана́сьевич Алпа́тов (укр. Олександр Опанасович Алпатов; 7 марта 1927, Луганск — 10 октября 2006, Донецк) — советский футболист, тренер и спортивный функционер, Мастер спорта СССР (1957).

## Футбольная биография

### Карьера игрока
Воспитанник луганского футбола, Александр Алпатов, в футбол начинал играть в 1943 году, за команду завода имени Октябрьской революции. В 1943—1946 годах выступал за местный «Дзержинец», откуда молодого полузащитника пригласили в «Динамо» (Ворошиловград) где он провёл три сезона. В 1949 году Алпатов переехал в Киев, непродолжительное время выступал за местный «Спартак», после чего получил приглашение в киевское «Динамо», где стал основным игроком средней линии команды, отыграв в сезоне 1950 года 29 поединков.
Но в 1951 году покинул динамовский коллектив, перебравшись в «Шахтёр» из Сталино. В своём первом же сезоне за горняцкий клуб стал бронзовым призёром чемпионата СССР. В дальнейшем Алпатов был одним из лидером команды 1950-х годов.
В октябре 1952 года «за систематические нарушения дисциплины, поступки, порочащие советского спортсмена» лишен звания мастера спорта СССР, а также запрещено в течение года играть в командах мастеров и на первенство республики.
Всего за коллектив из Сталино Александр отыграл восемь с половиной лет, завершив игровую карьеру в 1959 году.

### Карьера тренера
Повесив бутсы на гвоздь, Александр Афанасьевич тренировал горловский «Шахтёр» и «Химик» из Северодонецка. В мае 1964 года был приглашён на пост старшего тренера в луганскую «Зарю», с которой работал до конца сезона, после чего вернулся в Донецк, где тренировал местное «Динамо». С 12 октября 1967 года, Алпатов назначается старшим тренером полтавского «Колоса», выступавшем в классе «Б». В следующем сезоне, по просьбе руководства города, команда была включена во 2 группу класса «А», передана под опеку областного управления сельского строительства и переименована в «Сельстрой». Перед Алпатовым была поставлена задача, сохранить место во втором по силе футбольном дивизионе страны. Перед сезоном команда укомплектовалась опытными футболистами и в целом довольно успешно провела сезон, за одиннадцать туров до окончания первенства, даже претендовала на выход в высший дивизион, но провалив концовку чемпионата, финишировала на итоговом 5 месте. С 1969 года полтавская команда снова сменила название, став «Строителем». Сезон подопечные Алпатова провели не ровно, в итоге заняв только 10 место. Следующий, 1970 год начался для полтавчан с трагедии. Возвращаясь с тренировочного сбора, проходившего в Крыму, автобус с командой попал в аварию, погибли водитель и молодой футболист Александр Колесников. Многие футболисты получили травмы и ушибы. Сезон полтавская команда начала неуверенно и к окончанию первого круга пришла на 16 месте. Во втором круге Александра Алпатова на тренерском мостике сменил Юрий Войнов.
Через полтора года, в августе 1972, Александр Афанасьевич возвращается на должность старшего тренера полтавского «Строителя», сменив на этом посту того же Войнова. Проработал с командой, в очередной раз сменившей название, снова став «Колосом», до июля 1973 года. Позже возглавлял «Локомотив» из Жданова и горловский «Шахтёр».
С 1974 по 1986 годы, Александр Афанасьевич Алпатов возглавлял Федерацию футбола города Донецк.

## Достижения
- Бронзовый призёр чемпионата СССР: (1951)
- Победитель первенства СССР в классе «Б»: (1954)
- В списках «33 лучших» в СССР: (№ 3—1951)